# Adolf Polak
Adolf Polak (ur. 15 czerwca 1890 we Lwowie, zm. 22 kwietnia 1967 w Gdańsku) – polski inżynier i konstruktor, ceniony specjalista w zakresie budowy silników spalinowych i sprężarek tłokowych.

## Życiorys
Urodził się w rodzinie Franciszka (zm. 1929) i Marii z domu Bogdar (zm. 1946). Brat Marii, nauczycielki gimnazjalnej, Franciszka, handlowca, Feliksa, chemika, i Janiny. Po ukończeniu szkoły powszechnej uczęszczał do C.K. III Gimnazjum we Lwowie, gdzie w 1908 uzyskał świadectwo dojrzałości i rozpoczął studia na Oddziale Maszynowym Wydziału Mechanicznego Szkoły Politechnicznej we Lwowie.
Po wybuchu I wojny światowej, służył w c. i k. Marynarce Wojennej, jako mechanik elektryk na okrętach i w bazie w Puli.
Po powrocie do Polski w 1918 wstąpił do Wojska Polskiego, do 1921 służył w formacjach technicznych, m.in. w warsztatach elektryczno-mechanicznych we Lwowie, zdemobilizowany w stopniu kapitana. W 1922 ukończył studia na Wydziale Mechanicznym Politechniki Lwowskiej, w grupie nauk konstrukcyjnych i uzyskał tytuł inżyniera-mechanika (za wyniki w nauce zwolniony z pisania pracy dyplomowej, zdał tylko końcowy egzamin ustny). Adiunkt i konstruktor w Katedrze Maszyn Cieplnych Tłokowych Politechniki Lwowskiej. Od 1922 prowadził badania nad udoskonaleniem silników spalinowych i wysokoprężnych na Politechnice Lwowskiej. Za jedno z ważniejszych jego osiągnięć uznaje się zaprojektowanie wysokoprężnego silnika spalinowego, a także nadzór nad jego montażem i uruchomieniem po raz pierwszy w Polsce, w fabryce Parowóz w Warszawie (1925). Autor konstrukcji silników spalinowych, licznych ekspertyz, obliczeń i orzeczeń opracowywanych dla Zakładów Ostrowieckich w Warszawie, fabryki H. Cegielski w Poznaniu, Elin AG w Wiedniu i wielu innych. Prowadził działalność dydaktyczną – najpierw ćwiczenia i projektowanie, a później – wykłady z szybkobieżnych silników spalinowych. W 1938 w zastępstwie chorego prof. Ludwika Ebermana został kierownikiem Katedry Silników Spalinowych, którą kierował także po 1939 już jako profesor tej uczelni, przemianowanej na Lwowski Instytut Politechniczny.
W czasie II wojny światowej przebywał we Lwowie i prowadził wykłady na tajnych kursach politechnicznych.

Po zakończeniu wojny, zaproszony do Gdańska, objął 1 lipca 1945 kierownictwo Katedry Elementów Maszyn Wydziału Mechanicznego Politechniki Gdańskiej, gdzie zorganizował zespół dydaktyczny i naukowy. Zespół ten w rekordowo krótkim czasie (1946–1948) wykonał prace projektowe i dokumentacyjne pierwszej polskiej okrętowej maszyny parowej typu ML-8a, którą uruchomiono w Hucie Zgoda w Świętochłowicach w 1948 i zamontowano na rudowęglowcu s/s „Sołdek”. W latach 1949–1959 kierował pracami koncepcyjnymi i projektowymi kolejnych unowocześnionych maszyn parowych oraz silnika Diesla o bardzo wysokim doładowaniu. Przyczynił się do powstania innych oryginalnych konstrukcji urządzeń okrętowych, jak pompy, łożyska oporowe, czy maszyna sterowa, stanowiące wyposażenie serii rudowęglowców eksploatowanych przez dziesiątki lat. Od 1950 profesor zwyczajny. W 1959 objął kierownictwo Katedry Silników Spalinowych PG, a w 1960 w związku z ukończeniem 70 lat, został przeniesiony na emeryturę, pozostając nadal w ścisłym kontakcie z Katedrą, wciąż dzieląc się swoją wiedzą i bogatym doświadczeniem.

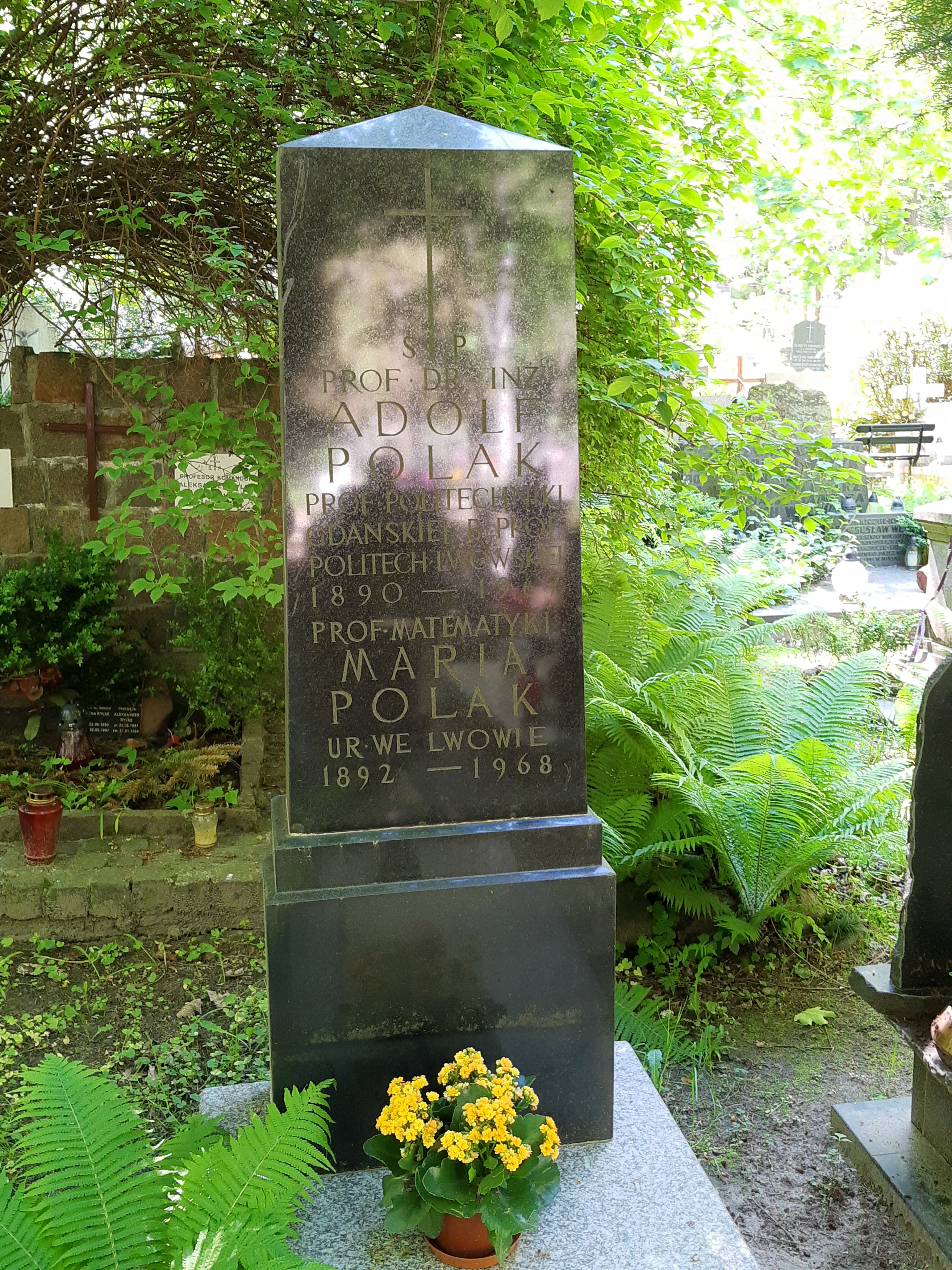
Grób prof. Adolfa Polaka na cmentarzu Srebrzysko w Gdańsku

Zmarł w Gdańsku, pochowany 26 kwietnia 1964 r. na cmentarzu Srebrzysko (rejon IX, kwatera profesorów-3-6).

## Osiągnięcia
Prof. zw. dr inż., był członkiem korespondentem Polskiej Akademii Nauk w Warszawie. Utworzył Katedrę Konstrukcji i Eksploatacji Maszyn Wydziału Mechanicznego PG i był jej kierownikiem. W latach 30. skonstruował wiele typów silników dla potrzeb przemysłu, w tym m.in. pierwszą polską okrętową maszynę parową.

## Publikacje
- Organizacja i kontrola ruchu silników spalinowych w elektrowni („Przegląd Elektrotechniczny” 1930)
- Tłumienie drgań skrętnych wałów korbowych („Przegląd Mechaniczny” 1936)
- Wpływ sprężystości układu na działania koła zamachowego („Archiwum Budowy Maszyn” 1955)
- Uwagi na marginesie artykułu J. Madejskiego: Mieszankowy przegrzew międzystopniowy w maszynach parowych („Zeszyty Naukowe Politechniki Gdańskiej” 1958)

Źródło:.

## Ordery i odznaczenia
- Krzyż Oficerski Orderu Odrodzenia Polski (1959)[5]
- Złoty Krzyż Zasługi (7 kwietnia 1951)[6]
- Medal 10-lecia Polski Ludowej (14 stycznia 1955)[7]

## Nagrody
- Państwowa Nagroda Naukowa II stopnia w dziale nauk technicznych za konstrukcję 4-cylindrowej maszyny parowej, zastosowanej w statkach zbudowanych w Polsce (1950)[8]

## Upamiętnienie
14 listopada 1985 na Wydziale Budowy Maszyn PG odsłonięto tablicę pamiątkową poświęconą Adolfowi Polakowi, jego imię nadano jednej z sal w Gmachu Głównym.